# José María del Moral Pérez de Zayas
José María del Moral y Pérez de Zayas (Pamplona, 12 de septiembre de 1917-Madrid, 22 de marzo de 2014) fue un político español que ocupó diversos cargos durante la dictadura franquista. Además de su carrera política, fue autor de varias obras de carácter histórico y político, dedicándose también a la docencia universitaria.

## Biografía
Nacido en Pamplona el 12 de septiembre de 1917, se licenció en historia, derecho, ciencias políticas y ciencias económicas, doctorándose también en filosofía y letras. Fue profesor de la Universidad Central de Madrid.

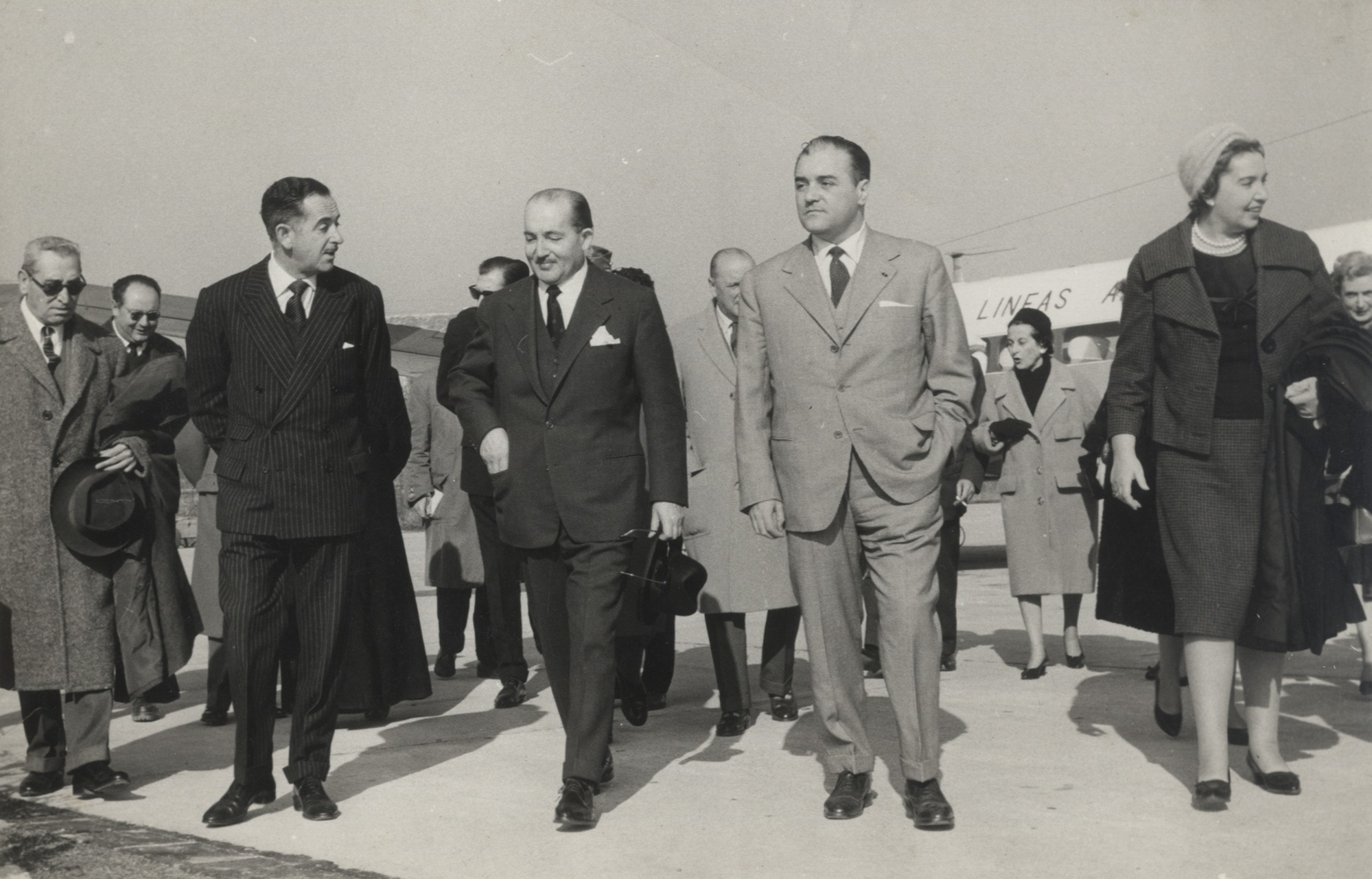
Fotografiado junto al ministro Jesús Rubio García-Mina.

Considerado un «burócrata adaptable», durante la dictadura franquista ocupó diversos cargos. Entre 1947 y 1951 fue jefe nacional del Sindicato Español Universitario (SEU). En esta época el SEU dependía del Frente de Juventudes liderado por Elola-Olaso, por lo que Del Moral dispuso de un margen de actuación bastante limitado. Durante su etapa al frente del SEU la organización estudiantil abandonó la mayoría de las aspiraciones políticas de sus primeros años, concentrándose más en las preocupaciones de los estudiantes y la realización de actividades recreacionales y culturales.
Posteriormente ejerció como gobernador civil en las provincias de Ciudad Real y Guipúzcoa, delegado nacional de Prensa, Propaganda y Radio del Movimiento, y rector de la Universidad laboral de Alcalá de Henares.
Así mismo, fue procurador en las Cortes franquistas y miembro del Consejo Nacional del Movimiento.
Falleció el 22 de marzo de 2014 en Madrid.

## Obras
- —— (1953). Entendimiento y valoración política del hombre. Instituto de Estudios Manchegos.
- —— (1962). El ayer y el mañana del regionalismo. Madrid: Colección Nuevo Horizonte.
- —— (1966). El Virrey de Nápoles: don Pedro de Toledo y la guerra contra el turco. Madrid: CSIC.
- —— (1965). Ciencia y Política. Patronato Juan de la Cierva.
- —— (1967). Pensamiento y política. Ediciones del Movimiento.[10]

## Reconocimientos
- Gran Cruz de la Orden del Mérito Civil (1957)[11]
- Medalla de Oro al Mérito Social Penitenciario (1961)[12]
- Gran Cruz de la Orden de Cisneros (1962)[13]
- Gran Cruz de la Orden Imperial del Yugo y las Flechas (1964)[8]